# Washington Irving

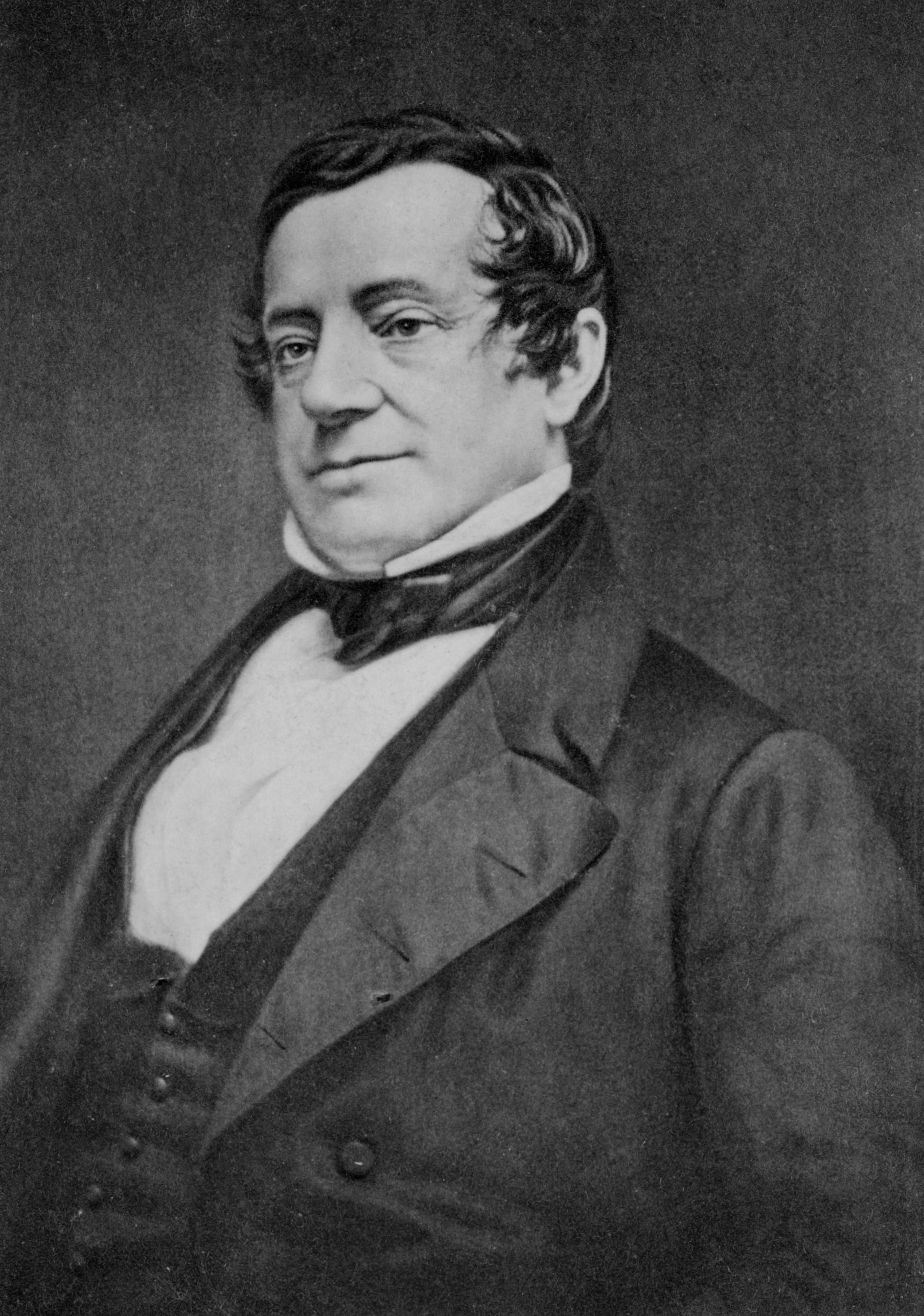
Washington Irving
(1855/60), daguerreotype door Mathew Brady, Library of Congress

Washington Irving (New York, 3 april 1783 –  Tarrytown (Westchester County, New York), 28 november 1859) was een Amerikaans auteur, het bekendst van zijn korte verhalen The Legend of Sleepy Hollow en Rip van Winkle.

## Levensloop
Zijn vader William Irving was afkomstig van de Orkney-eilanden en zijn moeder Sarah Sanders was afkomstig uit Nederland.
Irvings bekendste korte verhalen, The Legend of Sleepy Hollow en Rip van Winkle, zijn beide opgenomen in het boek The Sketch Book of Geoffrey Crayon. Irving schreef en sprak vloeiend Spaans en schreef biografieën over de Spaanse geschiedenis zoals die over Christoffel Columbus, de Moren en Granada. Verder sprak hij vloeiend Duits en Nederlands.
Vanaf 1830 verkende Irving het Westen van Amerika en schreef daar verhalen over, keerde daarna weer terug naar zijn geboortestreek om verhalen te schrijven, en werd daarna Amerikaans ambassadeur in Spanje van 1842 tot 1846. Na zijn overlijden werd hij begraven op de begraafplaats van Sleepy Hollow.
Zijn boeken zijn meerdere malen verfilmd; zie onder andere Sleepy Hollow (1999) van Tim Burton met Johnny Depp in de hoofdrol.

## Werk
Onder meer

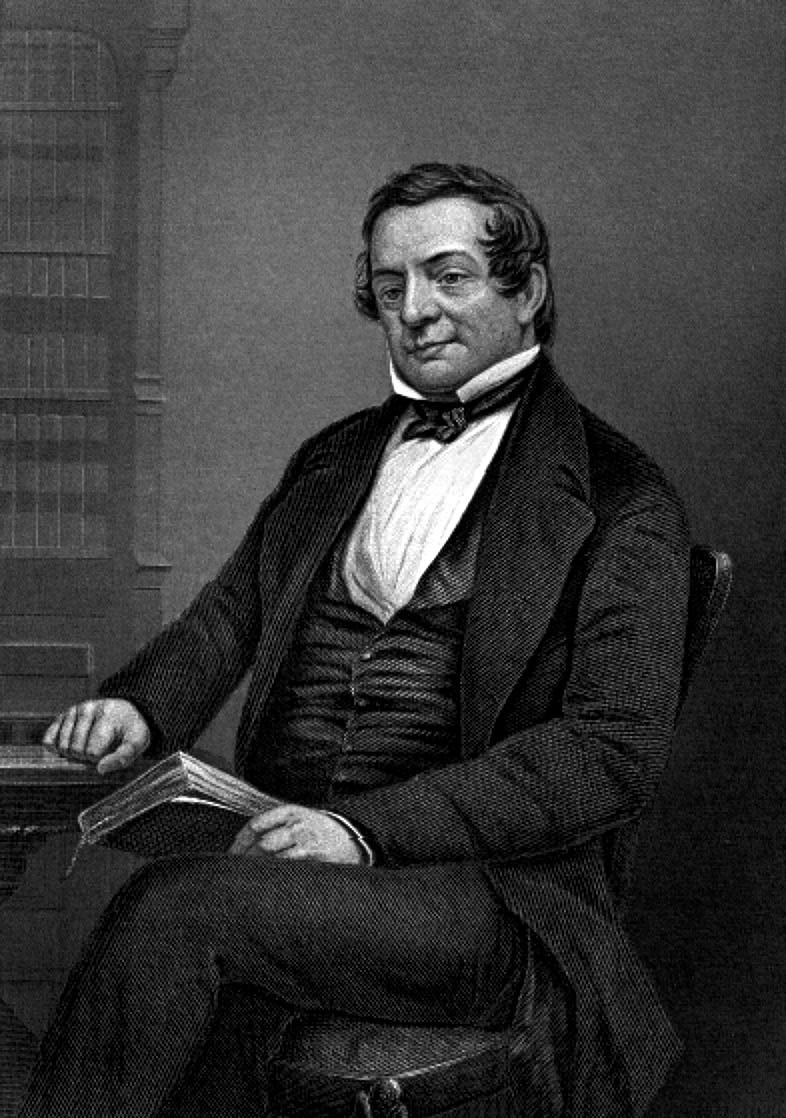
Washington Irving

- 1809: A History of New York, satire onder pseudoniem Diedrich Knickerbocker
- 1819-1820: The Sketch Book of Geoffrey Crayon, onder pseudoniem Geoffrey Crayon
  - The Legend of Sleepy Hollow
  - Rip van Winkle (Ned. vert.: Rip van Winkel. Amsterdam, Wereldbibliotheek, 1957).
- 1822: Bracebridge Hall, onder pseudoniem Geoffrey Crayon
- 1824: Tales of a Traveller, onder pseudoniem Geoffrey Crayon
- 1832: Tales of the Alhambra (Ned. vert.: De vertellingen van het Alhambra. Granada, Edilux z.j., ISBN 84-87282-81-4).
- 1835: A Tour on the Prairies[1]
- 1836: Astoria, onder pseudoniem "The Author of the Sketch Book"
- 1837: The Adventures of Captain Bonneville
- 1855–1859: The Life of George Washington (5 volumes)

## Galerij

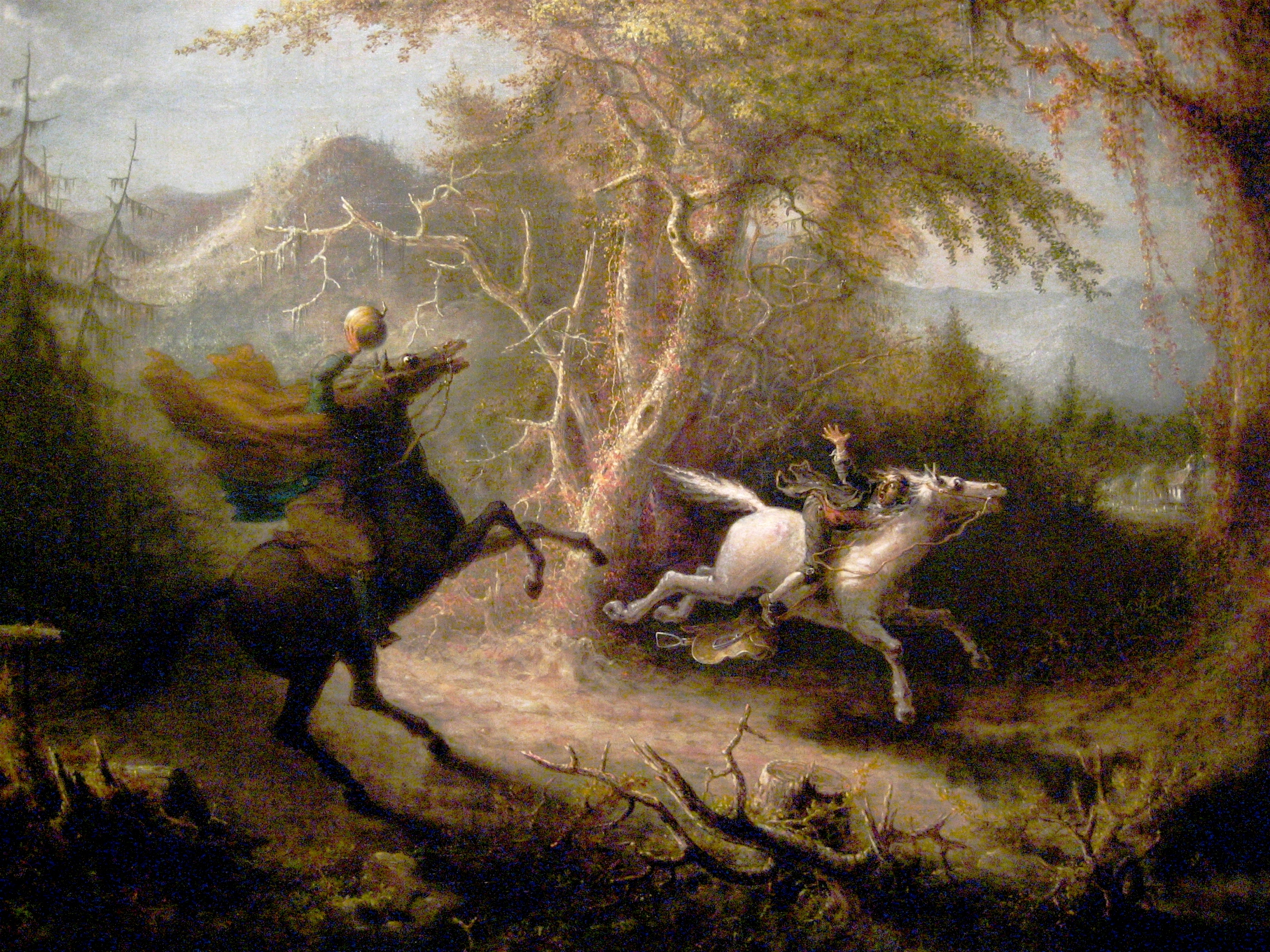
De ruiter zonder hoofd achtervolgt Ichabod Crane. Scène uit The Legend of Sleepy Hollow.
(1858), John Quidor, Smithsonian American Art Museum

- Bibsys: 90128046
- Biblioteca Nacional de Chile: 000035891
- Biblioteca Nacional de España: XX886085
- Bibliothèque nationale de France: cb11908273j (data)
- Catàleg d'autoritats de noms i títols de Catalunya: 981058519930806706
- CiNii: DA00989333
- Digitale Bibliotheek voor de Nederlandse Letteren: irvi001
- Gemeinsame Normdatei: 118555855
- International Standard Name Identifier: 0000 0004 0015 6574
- Library of Congress Control Number: n79005645
- Nationale Bibliotheek van Letland: 000008439
- MusicBrainz: 9e3147c2-8b8f-4f9e-a5db-e5ac6f4cd738
- Bibliotheek van het Japanse parlement: 00444295
- Nationale Bibliotheek van Tsjechië: jn20000810147
- Nationale bibliotheek van Australië: 35237031
- Nationale Bibliotheek van Israël: 987007263112805171
- Nationale Bibliotheek van Polen: a0000001887159
- Nederlandse Thesaurus van Auteursnamen: 070501335
- Réseau des bibliothèques de Suisse occidentale: 02-A000091496
- Istituto Centrale per il Catalogo Unico: CFIV094732
- LIBRIS: 63609
- SNAC: w69x14j4
- Système universitaire de documentation: 026931249
- Trove: 876684
- Union List of Artist Names: 500231645
- Virtual International Authority File: 295999941
- WorldCat: E39PCjJ7T3kkbyfYyfQRQmMGjK